# Biobenzyna
Biobenzyna – benzyna produkowana z biomasy (np. alg). Tak jak tradycyjnie produkowana benzyna, zawiera węglowodory o 6–12 atomów węgla w cząsteczce i może być używana w silnikach spalinowych.
Biobenzyna różni się chemicznie od bioetanolu i biobutanolu, które są alkoholami.
BG100, lub inaczej 100% biobenzyna może być użyta jako zastępstwo dla benzyny w każdym silniku benzynowym. Może być rozprowadzana przy użyciu tej samej struktury paliwowej co w przypadku benzyny, ponieważ ma podobne właściwości fizyczne i chemiczne.
W przeciwieństwie do biobenzyny paliwo etanolowe E85 wymaga specjalnego silnika i ma mniejszą wydajność.

## Właściwości paliw
| Paliwo    | Gęstość energii MJ/L | współczynnik nadmiaru powietrza | Energia właściwa MJ/kg | Ciepło parowania MJ/kg | RON   | MON   |
| --------- | -------------------- | ------------------------------- | ---------------------- | ---------------------- | ----- | ----- |
| Benzyna   | 34,6                 | 14,6                            | 46,9                   | 0,36                   | 91–99 | 81–89 |
| Butanol   | 29,2                 | 11,2                            | 36,6                   | 0,43                   | 96    | 78    |
| Bioetanol | 24,0                 | 9,0                             | 30,0                   | 0,92                   | 129   | 102   |
| Metanol   | 19,7                 | 6,5                             | 15,6                   | 1,2                    | 136   | 104   |